# Tuxcueca
Tuxcueca es una localidad del estado mexicano de Jalisco. Es cabecera del municipio de Tuxcueca.

## Demografía
| Gráfica de evolución demográfica |
|                                  |

| Censo | Población |
| ----- | --------- |
| 1900  | 1151      |
| 1910  | 794       |
| 1921  | 1102      |
| 1930  | 1145      |
| 1940  | 965       |
| 1950  | 1261      |
| 1960  | 1503      |
| 1970  | 1436      |
| 1980  | 1371      |
| 1990  | 1308      |
| 2000  | 1371      |
| 2010  | 1295      |
| 2020  | 1424      |